# Paul M. van Brugge
Paul M. van Brugge (Rotterdam, 1959) is een Nederlandse pianist en componist. Sinds 1997 doceert hij compositie en arrangeren aan de jazzafdeling van Codarts.

## Studie
Van Brugge studeerde compositie en arrangeren aan het Rotterdams Conservatorium (nu Codarts) bij onder meer Klaas de Vries en Bob Brookmeyer.

## Filmmuziek
In 1986 ontmoet van Brugge de Argentijnse filmregisseur Alejandro Agresti die hem uitnodigt de muziek voor zijn film “Love is a Fat Woman” te schrijven. De film heeft wereldwijd succes en vanaf dat moment is hun samenwerking aan veel films een feit. In 2004 krijgt hij voor zijn score voor “Valentin” in Argentinië de Condor de Plata Best Music 2004. Van Brugge breidt in samenwerking met andere regisseurs zijn werk als filmcomponist uit, resulterend in ruim 90 filmscores voor een internationale selectie films. In 2003 wordt hij genomineerd voor een Gouden Kalf, die hij in 2005 in ontvangst mocht nemen voor zijn score voor “Alias Kurban Said”. In 2010 wordt hij wederom genomineerd voor een Gouden Kalf, ditmaal voor zijn score voor “Farewell”, en in 2011 wint van Brugge de Amerikaanse Biffy Award Best Music voor “The Rescuers”.
In 2013 schreef hij de muziek voor de film "Boven is het Stil" van regisseur Nanouk Léopold.

## Concertante muziek
Sinds 1990 schrijft van Brugge contemporaine concertante muziek; integratie van het jazz- en modern-klassieke idioom en een krachtige expressiviteit zijn kenmerken van zijn werk op dat gebied. In 1994 wordt een van van Brugge’s vroegste werken “Stroom”, voor 8 Celli en basklarinet, uitgevoerd als openingsconcert van het Internationaal Gaudeamus Concours. In 2003 schrijft van Brugge op uitnodiging van Holland Symfonia ‘Grafdans’ voor de Amsterdam Klezmer Band en Holland Symfonia. Zijn symfonische opdrachten worden in de jaren erna uitgebreid met werken voor het Limburgs Symfonie Orkest, het Metropole Orkest, het Bulgaars Radio Symfonie Orkest, het Westdeutsche Rundfunk Orchester en het Rotterdams Philharmonisch Orkest (Dubbelconcert voor Piano en Trompet, 2007) . In maart 2011 wordt de wereldpremière van zijn ‘Double Concerto for Violin and Viola’ bij het Orchestra at Temple Square in Salt Lake City met groot succes uitgevoerd. In Mei 2013 ging zijn nieuwe Concerto voor Contrabas bij het Rotterdams Philharmonisch Orkest in première. In 2019 componeert van Brugge een nieuwe liedcyclus.

## Theatermuziek
In 2005 richt van Brugge CIMUTH op, een nieuw productiehuis voor opera’s die zich kenmerken door integratie van cinematografie, theater en muziek. Deze oprichting resulteert in de kameropera’s ‘Song of Cassandra’ (2005) en ‘The Man at the Piano’ naar het leven van pianist Bud Powell (Rotterdamse Operadagen 2008). In 2013 ging zijn voorstelling 'Notes on Hopper' (geïnspireerd door de schilder Edward Hopper) bij de Rotterdamse Operadagen in première. 'Die Frau ohne Piano' ging in 2017 in De Doelen in Rotterdam.